# The Ambition of the Baron
After the Storm er en amerikansk stumfilm i sort-hvid fra 1915 med Gloria Swanson.

## Medvirkende
- Francis X. Bushman
- Beverly Bayne – Annetta
- Thomas Commerford
- Lester Cuneo
- Joseph Byron Totten – Joseph B. Totten
- Betty Brown
- Helen Dunbar
- Richard Travers
- Gerda Holmes
- Gloria Swanson